# Judías a lo tío Lucas

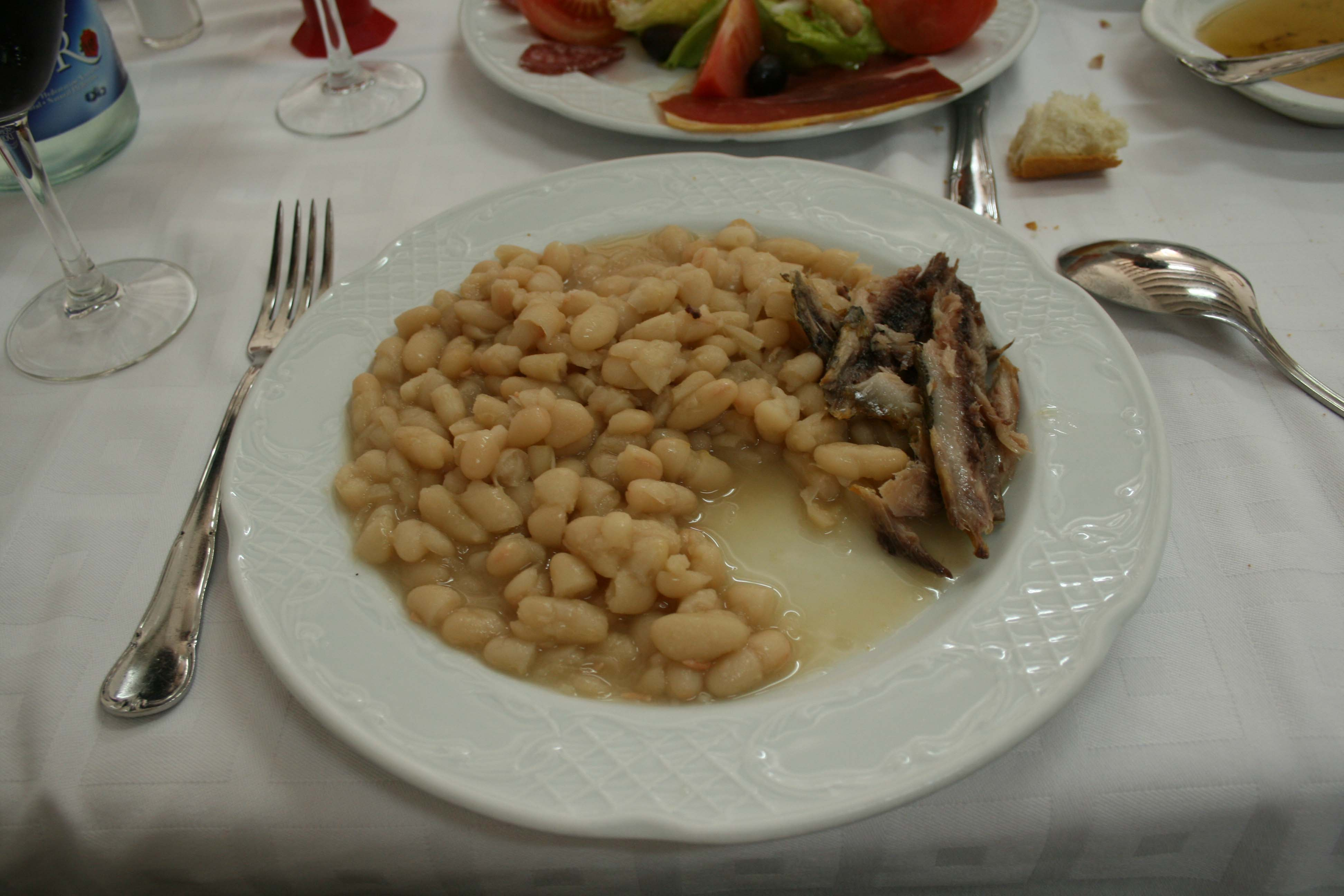
Judías acompañadas de sardinas.

Las judías a lo tío Lucas (Denominadas también como judías del tío Lucas) son un plato típico de la cocina madrileña elaborado con judías (Phaseolus vulgaris) cocinadas con tocino. El plato recibe el nombre del Tío Lucas (propietario de un figón en Madrid en la calle Sevilla) al igual que tantos otros: como pueden ser la perdiz (al tío lucas), la trucha (al tío lucas), etc. Se trata de un plato con raíces manchegas. La degustación del plato deja una sensación de contundente. Se sirve caliente con un vaso de vino tinto. Hoy en día es un plato que aparece rara vez en los bares y restaurantes de la ciudad.

## Historia
Poco se sabe del Tío Lucas excepto que poseía una tasca (o figón) en la calle Sevilla (perpendicular con la calle de Alcalá), en su época sólo se podían comer allí. La receta llegó hasta nuestros días gracias a una receta manuscrita que data del 1850 a 1860. Hoy en día es un plato que apenas se encuentra en los bares de Madrid. 

## Características
Las receta, así como su elaboración ha sido objeto de profundo estudio por expertos culinarios españoles. Llegándose a una composición final que incluye judías secas rehogadas en abundante aceite y tocino en salazón de cerdo (cortado en finos cubitos), todo ello puesto en una olla de barro se deja cocinar a fuego lento durante cuatro horas. Las especias añadidas a la preparación son hoja de laurel, comino y perejil. Algunos autores mencionan el tomillo, y otros pimentón. En algunos casos se añadía tacos de jamón (esto antiguamente era una rara excepción). La receta es muy popular entre 1850 y 1865.